# Ichneumon festus
Ichneumon festus är en stekelart som beskrevs av Cresson 1865. Ichneumon festus ingår i släktet Ichneumon och familjen brokparasitsteklar. Inga underarter finns listade i Catalogue of Life.